# Zbyczyn
Zbyczyn – wieś sołecka w Polsce położona w województwie mazowieckim, w powiecie kozienickim, w gminie Sieciechów.
W latach 1975–1998 miejscowość administracyjnie należała do województwa radomskiego.
Wierni kościoła rzymskokatolickiego należą do parafii Wniebowzięcia Najświętszej Maryi Panny w Opactwie.